# Församlingspastor
Församlingspastor är inom Evangelisk-lutherska kyrkan i Finland en prästtjänst inom en församling eller en kyrklig samfällighet. Behörighetskravet är teologie magisters examen och prästvigning.  
I 1994 års förnyelse av kyrkolagen ersatte tjänstebeteckningen församlingspastor de tidigare beteckningarna ex officio adjunkt och extraordinarie adjunkt. Tjänsten innebär ett slags ”hjälppräst”, vilket syns i hur tjänsten besätts och i att domkapitlet i princip fritt kan besluta att flytta tjänsteinnehavaren till en annan församling.  
Församlingsprästtjänsten besätts med ett tjänsteförordnande, som stiftets domkapitel utfärdar åt prästen. Församlingen har rätt att ge ett utlåtande om förordnandet innan det utfärdas. Till skillnad från en kaplanstjänst kan en församlingspastorstjänst besättas utan att den blir offentligt lediganslagen.  
Arbetsuppgifterna för en församlingspastor skiljer sig numera inte nödvändigtvis från en kaplans uppgifter. Den största skillnaden finns i minimikraven för behörighet. Också en teologie magister utan prästvigning kan söka en församlingspastorstjänst. I de fallet får den valda kandidaten en kort ordinationsutbildning, varefter biskopen prästviger honom eller henne. En kaplanstjänst kan däremot endast sökas av en erfaren präst, som vid sidan av arbetet som församlingspastor har avlagt pastoralexamen inför domkapitlet, vilket i allmänhet tar två till fyra år.  
I många stift är konkurrensen om lediga kaplanstjänster hård, vilket gör att många erfarna präster med pastoralexamen förblir församlingspastorer till pensioneringen. Också familje- och andra skäl, som gör det omöjligt att flytta efter lediga tjänster, påverkar denna situation. I det svenskspråkiga Borgå stift är dock antalet sökande till högre tjänster inte lika högt.  
I andra kyrkor och samfund kan ordet församlingspastor helt enkelt beteckna en präst eller pastor som arbetar i en församling.